# 16-17
A 16-17 svájci együttes volt. Zenéjükben a hardcore punk, a punk rock, a jazz és az indusztriális zene elemei keveredtek. 
1983-ban alakultak Baselben. Alex Buess, Knut Remond és Markus Kneubühle alapították. 2000-ben feloszlottak.

## Diszkográfia
- 1984: Buffbunker & Hardkore
- 1986: 16-17[2]
- 1989: When All Else Fails...[3]
- 1993: Gyatso[4]
- 1998: Human Distortion[5]
- 1999: Mechanophobia[6]
- 2005: When All Else Fails... további ismert neve: 16-17 Early Recordings[7] (újra kiadott változat)
- 2008: Gyatso[8] (remaszterelt változat)
- 2020: Phantom Limb[9] (LP, Trost)